# حمل المراهقات في الولايات المتحدة

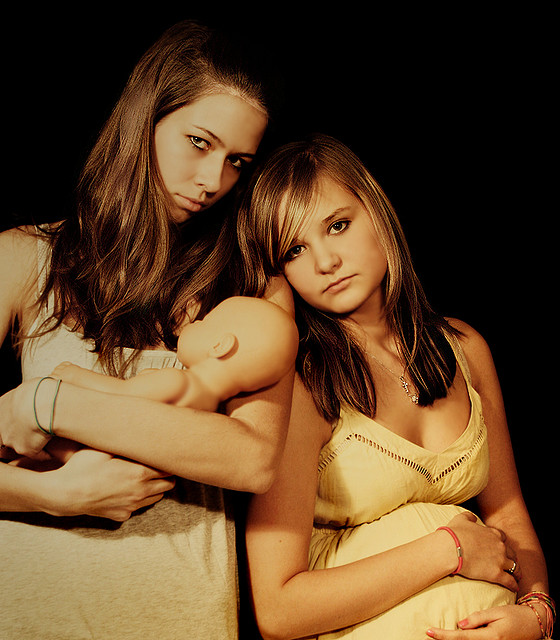
ملصق حمل ضد المراهقات

يشير حمل المراهقات في الولايات المتحدة إلى الإناث اللاتي تقل أعمارهن عن 20 عامًا يحملن. 89% من هذه الولادات تتم خارج نطاق الزواج. منذ عام 2010, انخفضت معدلات حمل المراهقات بشكل شبه مستمر، لكن لا تزال الولايات المتحدة لديها أحد أعلى معدلات مواليد المراهقات بين الدول الصناعية.

## الحمل
وفقًا لمراكز السيطرة على الأمراض، فإن أكثر من أربعة من كل خمسة أو 80% من حالات الحمل بين المراهقات غير مقصودة. في عام 2010, انتهى ما يقدر بنحو 60% من حالات الحمل للمراهقات في الولايات المتحدة بالولادة الحية، و 15% انتهى بالإجهاض، و 30% في الإجهاض. في عام 2012, كانت هناك 104,700 حالة إقامة في مستشفى الولادة للمراهقات الحوامل ؛ انخفض عدد المكوث في المستشفى لحمل المراهقات بنسبة 47 في المائة من عام 2000 إلى عام 2012.
في عام 2014, وُلد 249,078 طفلًا لفتيات تتراوح أعمارهن بين 15 و 19 عامًا. هذا هو معدل المواليد 24.2 لكل 1,000 فتاة. ومع ذلك، فإن معظم المراهقات اللائي يلدن تزيد أعمارهن عن 18 عامًا. في عام 2014, حدثت 73% من المواليد في سن المراهقة بين 18 و 19 عامًا. الحمل أقل شيوعًا بين الفتيات الأصغر من 15 عامًا. في عام 2008, حدثت 6.6 حالة حمل لكل 1,000 مراهقة تتراوح أعمارهم بين 13-14 عامًا. بعبارة أخرى، حمل أقل من 1% من المراهقات الأصغر من 15 عامًا في عام 2008. تميل المراهقات الحوامل إلى اكتساب وزن أقل من الأمهات الأكبر سنًا، نظرًا لأنهن ما زلن ينمون ويتنافسن على العناصر الغذائية مع الطفل أثناء الحمل.
يُعرَّف حمل المراهقات على أنه حالات حمل للفتيات دون سن العشرين، بغض النظر عن الحالة الاجتماعية. انخفضت معدلات حمل المراهقات بنسبة 9% منذ عام 2013. بين عامي 1991 و 2014, انخفضت معدلات المواليد في سن المراهقة بنسبة 61 % على الصعيد الوطني.
بلغت معدلات المواليد في سن المراهقة، على عكس حالات الحمل، ذروتها في عام 1991, عندما كان هناك 61.8 مولودًا لكل 1,000 مراهق، وانخفض المعدل في 17 عامًا من 19 عامًا التي تلت ذلك. ثلاث من كل عشر فتيات أمريكيات ستحمل قبل سن العشرين. أي ما يقرب من 750,000 حالة حمل في السنة. ما يقرب من 89% من ولادات المراهقات تحدث خارج إطار الزواج. من بين جميع الفتيات، ستكون 16% أمهات مراهقات. عُثِر على أكبر الزيادات في حالات الحمل غير المرغوب فيه بين الفتيات المتعاشرة، وحصلت على تعليم أقل، ودخل منخفض.

## حسب العرق
يعاني الشباب الأمريكيون من السود واللاتينيين والأمريكيين الأصليين من أعلى معدلات الحمل والولادة في سن المراهقة. تشير الدراسات إلى أن الآسيويين (23 لكل 1,000) والبيض (43 لكل 1,000) لديهم معدلات حمل أقل قبل سن العشرين. انخفض معدل الحمل بين المراهقات السود بنسبة 48% بين عامي 1990 و 2008, أي أكثر من المعدل العام لحمل المراهقات في الولايات المتحدة انخفض خلال نفس الفترة (42%). انخفض معدل المواليد في سن المراهقة مقسمًا حسب العرق في عام 2014 مقارنة بعام 2013:
- 7% لغير ذوي الأصول الأسبانية البيض
- 11% لغير السود من أصل إسباني
- 9% من اصل اسباني
- 11% من سكان آسيا / المحيط الهادئ
- 12% من الأمريكيين الأصليين / سكان ألاسكا الأصليين

## حسب المنطقة

المواليد في سن المراهقة (15-19 سنة) لكل 1,000 شخص حسب الولاية (2014)
14.7 - 18.5
18.5 - 24.2
24.2 - 29
29 - 33.7
33.7 - 38.5
38.5 - 43.6
43.6 - 48.6
48.6 - 51.5

في عام 2013, تم الإبلاغ عن أدنى معدلات المواليد في الشمال الشرقي، بينما كانت أعلى المعدلات في الجنوب الشرقي.

### معدلات المواليد والإجهاض للفتيات في الفئة العمرية 15-19 عامًا, 2010[12]
| ولاية أمريكية      | معدل الحمل (لكل 1,000) | معدل المواليد | معدل الإجهاض | % مولود ميت |
| ------------------ | ---------------------- | ------------- | ------------ | ----------- |
| ألاباما            | 62                     | 32            | 9            | 17          |
| ألاسكا             | 64                     | 27.8          | 17           | 30          |
| أريزونا            | 60                     | 29.9          | 9            | 18          |
| أركنساس            | 73                     | 39.5          | 9            | 14          |
| كاليفورنيا         | 59                     | 21.1          | 19           | 38          |
| كولورادو           | 50                     | 20.3          | 10           | 20          |
| كونيتيكت           | 44                     | 11.5          | 20           | 52          |
| ديلاوير            | 15                     | 20.7          | 28           | 47          |
| واشنطن العاصمة     | 90                     | 28.4          | 32           | 41          |
| فلوريدا            | 60                     | 22.5          | 19           | 38          |
| جورجيا             | 64                     | 28.4          | 13           | 24          |
| هاواي              | 65                     | 23.1          | 23           | 42          |
| أيداهو             | 47                     | 23.2          | 7            | 17          |
| إلينوي             | 57                     | 22.8          | 15           | 32          |
| إنديانا            | 53                     | 28            | 7            | 16          |
| آيوا               | 44                     | 19.8          | 9            | 23          |
| كانساس             | 53                     | 27.6          | 5            | 12          |
| كنتاكي             | 62                     | 35.3          | 6            | 12          |
| لويزيانا           | 69                     | 35.8          | 10           | 18          |
| مين                | 37                     | 16.5          | 10           | 31          |
| ماريلند            | 57                     | 17.8          | 22           | 45          |
| ماساتشوستس         | 37                     | 10.6          | 14           | 46          |
| ميشيغان            | 52                     | 21.1          | 14           | 32          |
| مينيسوتا           | 36                     | 15.5          | 8            | 25          |
| مسيسيبي            | 76                     | 38            | 9            | 14          |
| ميزوري             | 54                     | 27.2          | 9            | 19          |
| مونتانا            | 53                     | 26.4          | 10           | 21          |
| نبراسكا            | 43                     | 22.2          | 5            | 14          |
| نيفادا             | 68                     | 28.5          | 20           | 34          |
| نيوهامبشير         | 28                     | 11            | 8            | 35          |
| نيوجيرسي           | 51                     | 13.1          | 24           | 55          |
| نيومكسيكو          | 80                     | 37.8          | 15           | 22          |
| نيويورك            | 63                     | 16.1          | 32           | 58          |
| كارولاينا الشمالية | 59                     | 25.9          | 12           | 24          |
| داكوتا الشمالية    | 42                     | 23.9          | 6            | 18          |
| أوهايو             | 54                     | 25.1          | 12           | 25          |
| أوكلاهوما          | 69                     | 38.5          | 8            | 13          |
| أوريغون            | 47                     | 19.3          | 12           | 29          |
| بنسيلفانيا         | 49                     | 13.8          | 15           | 35          |
| رود آيلاند         | 44                     | 15.8          | 16           | 41          |
| كارولاينا الجنوبية | 65                     | 28.5          | 13           | 23          |
| داكوتا الجنوبية    | 47                     | 26.2          | 4            | 11          |
| تينيسي             | 62                     | 33            | 9            | 18          |
| تكساس              | 73                     | 37.8          | 9            | 15          |
| يوتا               | 38                     | 19.4          | 4            | 13          |
| فيرمونت            | 32                     | 14.2          | 9            | 34          |
| فرجينيا            | 48                     | 18.4          | 14           | 33          |
| واشنطن             | 49                     | 19.1          | 16           | 37          |
| فيرجينيا الغربية   | 64                     | 36.6          | 9            | 17          |
| ويسكونسن           | 39                     | 18            | 7            | 21          |
| وايومنغ            | 56                     | 30.1          | 8            | 17          |

## الأبوة والأمومة في سن المراهقة
كان هناك 334,000 حالة ولادة بين الفتيات المراهقات اللائي يبلغن من العمر 19 عامًا أو أقل في عام 2011, وهو ما يمثل 8 % من جميع المواليد في الولايات المتحدة. وبلغت ولادة الأمهات المراهقات ذروتها في عام 1991 عند 62 ولادة لكل 1,000 فتاة. انخفض هذا المعدل إلى النصف بحلول عام 2011 عندما كان هناك 31 ولادة لكل 1.000 فتاة. حوالي 25% من الأمهات المراهقات لديهن طفل ثانٍ خلال 24 شهرًا من الولادة الأولى.
أصبح المراهقون أفضل وسائل منع الحمل لأنهم يدركون أن شركائهم الجنسيين قد لا يكونون شريكًا موثوقًا به. انخفضت معدلات الزواج من المراهقين خلال التسعينيات من القرن الماضي كثيرًا بسبب هذا الإدراك. نظرًا لأن وسائل منع الحمل أصبحت أكثر سهولة بالنسبة للمراهقين، فإنهم يمنعون الحمل غير المرغوب فيه.
مقابل كل 1,000 ولد أسود في الولايات المتحدة, 29 منهم آباء، مقارنة بـ 14 لكل 1,000 ولد أبيض. انخفض معدل الأبوة في سن المراهقة بنسبة 36% بين عامي 1991 و 2010, من 25 إلى 16 لكل 1,000 ذكر تتراوح أعمارهم بين 15 و 19 عامًا. كان هذا الانخفاض أكبر بين السود منه بين البيض (50% مقابل 26%) وحوالي نصف المعدل بين الفتيات المراهقات. ما يقرب من 80% من الآباء المراهقين لا يتزوجون الأم المراهقة لطفلهم. يحصل الآباء في سن المراهقة على دخل سنوي أقل بنسبة 10-15% مقارنة بالمراهقين الذين لا ينجبون أطفالًا.
ذكرت معظم المراهقات أنهن سيكونن مستائات جدًا (58%) أو مستائات قليلاً (29%) إذا حملن، بينما أفادت نسبة 13% المتبقية أنهن سيكونن سعداء قليلًا أو سعيدًا جدًا. أفاد معظم المراهقين الذكور أنهم سيكونون مستاءين للغاية (47%) أو منزعجين قليلاً (34%) إذا حملوا امرأة، بينما أفاد 18% الباقون أنهم سيكونون سعداء قليلاً أو سعداء للغاية.
الأبوة والأمومة في سن المراهقة لها آثار ضارة على الأطفال. الأطفال الذين يولدون لأمهات مراهقات هم أكثر عرضة لما يلي: أن يولدوا قبل الأوان، و 50% أكثر عرضة لإعادة الصف، ويعيشون في فقر، ويعانون من معدلات أعلى من سوء المعاملة. من المرجح أن ينتهي الأمر بسجن أبناء الأمهات المراهقات بنسبة 13%, وبنات الأمهات المراهقات أكثر عرضة بنسبة 22% لأن يصبحن أمهات مراهقات. أكثر من 25% من الأمهات المراهقات يعشن في فقر خلال العشرينات من العمر.
يفرض حمل المراهقات صعوبات دائمة على جيلين: الأم والطفل. تظهر الأدلة من الدراسات الأمريكية أن الفتيات اللائي يحملن طفلهن الأول في سن مبكرة ينجبن المزيد من الأطفال بسرعة ولديهن المزيد من الولادات غير المرغوب فيها خارج إطار الزواج. من المرجح أن يكون لدى أطفال الآباء المراهقين إنجازات أكاديمية أقل ويميلون إلى تكرار دورة الزواج المبكر والإنجاب المبكر لوالديهم.
منذ الركود العظيم، استغرق الشباب ثلاث مرات وقتًا أطول للحصول على الاستقلال المالي مما استغرقه الشباب قبل ثلاثة عقود. يصعب على الآباء المراهقين إعالة الأسرة مقارنة بالماضي بسبب بيئة العمل التنافسية.

## دعم الآباء المراهقين
أكثر من 50% من الأمهات المراهقات لا يتخرجن من المدرسة الثانوية. تقدم بعض المدارس الثانوية في الولايات المتحدة برنامجًا للمراهقين الحوامل والآباء لمواصلة تعليمهم. يشار إليها أحيانًا باسم «برامج الآباء للمراهقين».
هناك العديد من الفوائد لهذه البرامج القائمة على المدرسة، والميزة الأولى هي أن المراهقين قادرون على مواصلة تعليمهم في المدرسة الثانوية. أظهرت الدراسات أنه عندما يظل الآباء المراهقون في المدرسة بعد الحمل، يكون لديهم فرصة أفضل للتخرج من المدرسة الثانوية. أقل من 2% من الأمهات المراهقات يحصلن على شهادة جامعية بحلول سن 30. تقدم العديد من هذه البرامج رعاية الأطفال داخل الحرم الجامعي. حتى أن البعض يطلب من المراهقات الحوامل والآباء حضور دروس التربية أو دروس التدريب العملي. توفر فصول الأبوة والأمومة مكانًا لهؤلاء الآباء الصغار للتعرف على الاحتياجات الأساسية للطفل. بينما تقدم فصول التدريب العملي خبرة عملية في رعاية الأطفال في مركز رعاية الأطفال.
تشير الإحصاءات إلى أن أقل من 10% من الآباء المراهقين يحصلون على شهادة الثانوية العامة بحلول عيد ميلادهم الثامن عشر. تحاول هذه البرامج تغيير تلك الإحصائيات. حاليًا (2016), يوجد في مقاطعة سان دييغو سبع مدارس ثانوية تقدم برامج الآباء المراهقين.

## الانحدار الحديث
على الرغم من وجود انخفاض ملحوظ في حمل المراهقات في الولايات المتحدة، إلا أن المعدل الحالي لا يزال أكثر من مرتين إلى أربع مرات مقارنة بكندا وفرنسا وبريطانيا العظمى والسويد. الاختلاف الأكبر في معدل الحمل في الولايات المتحدة مقارنة بالدول الأخرى هو أنه يوجد في أمريكا معدل حمل غير مقصود مرتفع للغاية. معدل الحمل غير المقصود هذا أعلى من إجمالي معدل حمل المراهقات في جميع البلدان الأربعة.
في عام 2010, كان هناك معدل 57 حالة حمل لكل 1,000 فتاة تتراوح أعمارهن بين 15 و 19 عامًا. ذكرت معظم هؤلاء الفتيات أنه كان حملًا غير مخطط له. يُظهر هذا انخفاضًا بنسبة 15% في حالات الحمل من عام 2008 إلى عام 2010. هناك انخفاض كبير في حمل المراهقات للأمة ككل. سبب هذه الانخفاضات هو الامتناع عن ممارسة الجنس أو الاستخدام الأفضل لوسائل منع الحمل. كما انخفضت معدلات المواليد بين المراهقين الأصغر سنًا الذين تتراوح أعمارهم بين 15 و 17 عامًا بشكل أسرع - حيث انخفضت بنسبة 50%, مقارنةً بانخفاض بنسبة 39% بين المراهقين الأكبر سنًا الذين تتراوح أعمارهم بين 18 و 19 عامًا. خلص الباحثون إلى أن هذه الانخفاضات تنبع من التحسن في استخدام موانع الحمل.